# 林養高
林養高（1510年—？年），字汝貞，廣東瓊州府瓊山縣射钗人，民籍，明朝政治人物。

## 生平
三月初八日生，行一，治《易經》，由國子生中式嘉靖十九年（1540年）庚子科廣東鄉試第七十名舉人，年四十一歲中式嘉靖二十九年庚戌科會試第二百七十名，第三甲第二百二十一名進士。官至刑部主事、员外郎，鹤庆府知府。

## 家族
曾祖林生；祖林定；父林宣；母王氏。慈侍下，妻吳氏，弟養健；養勇；養正；養粹；養純。